# Karl Bayer (Jurist)
Karl Bayer (* 10. Mai 1936) ist ein deutscher Jurist. Er war Präsident des Truppendienstgerichts Süd.

## Leben
Bayer studierte Rechtswissenschaften und legte die erste und zweite juristische Staatsprüfung ab. Er wurde 1965 an der Rechts- und Staatswissenschaftlichen Fakultät der Universität Freiburg im Breisgau mit der Dissertation Privatrechtliche Leistungsverhältnisse und öffentliche Daseinsvorsorge. Ein kritischer Beitrag zur Lehre vom faktischen Vertragsverhältnis zum Dr. jur. promoviert.
Bayer war als Regierungsdirektor Referent beim Bundeswehrdisziplinaranwalt in München und wirkte dann als Richter. Ab 1997 war er Präsident des Truppendienstgerichts (TDG) Süd in München.

## Schriften (Auswahl)
- mit Gerhard Waibel (Hrsg.): Wehrgesetze: WehrG. Wehrverfassung, Wehrpflicht, Disziplinar- und Strafrecht (= Ein Goldmann-Taschenbuch. 8033: Goldmann-Gesetze). Goldmann, München 1981, ISBN 3-442-08033-9.
- et al. (Hrsg.): Zum öffentlichen Dienst- und Disziplinarrecht. Festgabe für Hans Rudolf Claussen. Heymann, Köln u. a. 1988, ISBN 3-452-21125-8.